# RFID-вирус
RFID-вирус — безымянный исследовательский компьютерный вирус, созданный под руководством Эндрю Таненбаума в Амстердамском свободном университете, сообщения о котором появились в СМИ 15 марта 2006 года. Авторы вируса планируют сделать сам код вируса доступным для широкой публики.
Вирус распространяется через RFID-метки, содержащие в себе небольшое (от 127 символов) текстовое поле с кодом вируса, который внедряется в RFID-считыватель. Для этого используется инъекция SQL, эксплуатирующая базу данных Oracle, используемую сканером.
Этот вирус не представляет серьёзной угрозы, но требует от разработчиков большей аккуратности в написании промежуточного программного обеспечения.
RFID-метки довольно распространены по всему миру в торговле и идентификации; есть планы по их использованию в медицинских и прочих целях, что потребует от данной технологии большей надёжности.